# Hodoš
Hodoš (em húngaro:  Hodos ou Őrihodos, em alemão:  Hodosch) é um município da Eslovênia. A sede do município fica na localidade de mesmo nome.